# Región de Kagera
Kagera es una de las treintaiuna regiones administrativas en las que se encuentra dividida la República Unida de Tanzania. Su capital es la ciudad de Bukoba.

## Localización
Se ubica en el noroeste del país y tiene los siguientes límites:
| Noroeste: Distrito de Ntungamo, Uganda                         | Norte: Distrito de Isingiro, Uganda | Noreste: Distrito de Rakai, Uganda |
| Oeste: Provincia Oriental, Ruanda                              |                                     | Este: Lago Victoria                |
| Suroeste: Provincia de Muyinga y provincia de Cankuzo, Burundi | Sur: Región de Kigoma               | Sureste: Región de Geita           |

## Geografía
Esta región se encuentra subdividida internamente en 8 valiatos (población en 2012):
- Biharamulo (323 486 habitantes)
- Bukoba (289 697 habitantes)
- Ciudad de Bukoba (128 796 habitantes)
- Karagwe (332 020 habitantes)
- Kyerwa (321 026 habitantes)
- Missenyi (202 632 habitantes)
- Muleba (540 310 habitantes)
- Ngara (320 056 habitantes)

## Territorio y población
Kagera tiene una extensión de 25.265 kilómetros cuadrados. Su población en 2022 era de 2.989.299 personas. La densidad poblacional es de 118'3 habitantes por cada kilómetro cuadrado.